# Şeleḩdār Kolā
Şeleḩdār Kolā (persiska: صلحدار كلا) är en ort i Iran.   Den ligger i provinsen Mazandaran, i den norra delen av landet, 130 km nordost om huvudstaden Teheran. Şeleḩdār Kolā ligger 54 meter över havet och antalet invånare är 112.
Terrängen runt Şeleḩdār Kolā är platt åt nordost, men åt sydväst är den kuperad. Runt Şeleḩdār Kolā är det tätbefolkat, med 286 invånare per kvadratkilometer. Närmaste större samhälle är Babol, 19,3 km nordost om Şeleḩdār Kolā. Trakten runt Şeleḩdār Kolā består till största delen av jordbruksmark.